# Copa Asiática Sub-17 de la AFC
La Copa Asiática Sub-17 de la AFC es el torneo de fútbol a nivel de selecciones más importante de Asia organizado por la Confederación Asiática de Fútbol, el cual se realiza cada dos años y que es la eliminatoria de la zona para el Mundial Sub-17.

## Historia
El campeonato fue creado en el año 1985 en Catar, teniendo a Arabia Saudita como al primer campeón del torneo.
Desde 1986 la copa se realiza cada dos años (en años pares) para no interferir con el mundial de la categoría, y entre 1992 y 2006 al torneo se le conoció como el Campeonato Sub-17 de la AFC. Entre el año 1985 y el año 2006 se llevó a cabo como un torneo de menores de 17 años. A partir de la edición de 2008 se dejó de jugar el partido de tercer lugar.
El torneo da 4 plazas para representar a Asia en el Mundial Sub-17 de la FIFA.

## Ediciones anteriores
| 1  | 1985 | Catar                  | Arabia Saudita                             | 0–0 (4–3 pen.)                             | Catar                                      | Irak                                       | 1–0                                        | Tailandia                                  |                                            |                                            |
| 2  | 1986 | Catar                  | Corea del Sur                              | 0–0 (5–4 pen.)                             | Catar                                      | Arabia Saudita                             | 2–0                                        | Corea del Norte                            |                                            |                                            |
| 3  | 1988 | Tailandia              | Arabia Saudita                             | 2–0                                        | Baréin                                     | China                                      | 1–1 (4–3 pen.)                             | Irak                                       |                                            |                                            |
| 4  | 1990 | Emiratos Árabes Unidos | Catar                                      | 2–0                                        | UAE                                        | China                                      | 5–0                                        | Indonesia                                  |                                            |                                            |
| 5  | 1992 | Arabia Saudita         | China                                      | 2–2 (8–7 pen.)                             | Catar                                      | Arabia Saudita                             | 2–1                                        | Corea del Norte                            |                                            |                                            |
| 6  | 1994 | Catar                  | Japón                                      | 1–0 (pró.)                                 | Catar                                      | Omán                                       | 3–2                                        | Baréin                                     |                                            |                                            |
| 7  | 1996 | Tailandia              | Omán                                       | 1–0                                        | Tailandia                                  | Baréin                                     | 0–0 (4–1 pen.)                             | Japón                                      |                                            |                                            |
| 8  | 1998 | Catar                  | Tailandia                                  | 1–1 (3–2 pen.)                             | Catar                                      | Baréin                                     | 5–1                                        | Corea del Sur                              |                                            |                                            |
| 9  | 2000 | Vietnam                | Omán                                       | 1–0                                        | Irán                                       | Japón                                      | 4–2                                        | Vietnam                                    |                                            |                                            |
| 10 | 2002 | Emiratos Árabes Unidos | Corea del Sur                              | 1–1 (5–3 pen.)                             | Yemen                                      | China                                      | 1–0                                        | Uzbekistán                                 |                                            |                                            |
| 11 | 2004 | Japón                  | China                                      | 1–0                                        | Corea del Norte                            | Catar                                      | 2–1                                        | Irán                                       |                                            |                                            |
| 12 | 2006 | Singapur               | Japón                                      | 4–2 (pró.)                                 | Corea del Norte                            | Tayikistán                                 | 3–3 (5–4 pen.)                             | Siria                                      |                                            |                                            |
| 13 | 2008 | Uzbekistán             | Irán                                       | 2–1                                        | Corea del Sur                              | UAE y Japón                                | UAE y Japón                                | UAE y Japón                                |                                            |                                            |
| 14 | 2010 | Uzbekistán             | Corea del Norte                            | 2–0                                        | Uzbekistán                                 | Australia y Japón                          | Australia y Japón                          | Australia y Japón                          |                                            |                                            |
| 15 | 2012 | Irán                   | Uzbekistán                                 | 1–1 (3–1 pen.)                             | Japón                                      | Irán y Irak                                | Irán y Irak                                | Irán y Irak                                |                                            |                                            |
| 16 | 2014 | Tailandia              | Corea del Norte                            | 2–1                                        | Corea del Sur                              | Australia y Siria                          | Australia y Siria                          | Australia y Siria                          |                                            |                                            |
| 17 | 2016 | India                  | Irak                                       | 0–0 (4–3 pen.)                             | Irán                                       | Japón y Corea del Norte                    | Japón y Corea del Norte                    | Japón y Corea del Norte                    |                                            |                                            |
| 18 | 2018 | Malasia                | Japón                                      | 1–0                                        | Tayikistán                                 | Australia y Corea del Sur                  | Australia y Corea del Sur                  | Australia y Corea del Sur                  |                                            |                                            |
|    | 2020 | Baréin                 | Cancelado debido a la pandemia de COVID-19 | Cancelado debido a la pandemia de COVID-19 | Cancelado debido a la pandemia de COVID-19 | Cancelado debido a la pandemia de COVID-19 | Cancelado debido a la pandemia de COVID-19 | Cancelado debido a la pandemia de COVID-19 | Cancelado debido a la pandemia de COVID-19 | Cancelado debido a la pandemia de COVID-19 |
| 19 | 2023 | Tailandia              | Japón                                      | 3–0                                        | Corea del Sur                              | Irán y Uzbekistán                          | Irán y Uzbekistán                          | Irán y Uzbekistán                          |                                            |                                            |
| 20 | 2025 | Arabia Saudita         | Uzbekistán                                 | 2–0                                        | Arabia Saudita                             | Corea del Sur y Corea del Norte            | Corea del Sur y Corea del Norte            | Corea del Sur y Corea del Norte            |                                            |                                            |

## Títulos por país
| Equipo          | Campeón                    | Subcampeón                        | Tercer lugar         | Cuarto lugar   | Semifinales          |
| --------------- | -------------------------- | --------------------------------- | -------------------- | -------------- | -------------------- |
| Japón           | 4 (1994, 2006, 2018, 2023) | 1 (2012)                          | 1 (2000)             | 1 (1996)       | 3 (2008, 2010, 2016) |
| Corea del Sur   | 2 (1986, 2002)             | 3 (2008, 2014, 2023)              | -                    | 1 (1998)       | 2 (2018, 2025)       |
| Corea del Norte | 2 (2010, 2014)             | 2 (2004, 2006)                    | -                    | 2 (1986, 1992) | 2 (2016, 2025)       |
| Arabia Saudita  | 2 (1985, 1988)             | 1 (2025)                          | 2 (1986, 1992)       | -              | -                    |
| Uzbekistán      | 2 (2012, 2025)             | 1 (2010)                          | -                    | 1 (2002)       | 1 (2023)             |
| China           | 2 (1992, 2004)             | -                                 | 3 (1988, 1990, 2002) | -              | -                    |
| Omán            | 2 (1996, 2000)             | -                                 | 1 (1994)             | -              | -                    |
| Catar           | 1 (1990)                   | 5 (1985, 1986, 1992, 1994*, 1998) | 1 (2004)             | -              | -                    |
| Irán            | 1 (2008)                   | 2 (2000, 2016)                    | -                    | 1 (2004)       | 2 (2012, 2023)       |
| Tailandia       | 1 (1998)                   | 1 (1996)                          | -                    | 1 (1985)       | -                    |
| Irak            | 1 (2016)                   | -                                 | 1 (1985)             | 1 (1988)       | 1 (2012)             |
| Baréin          | -                          | 1 (1988)                          | 2 (1996, 1998)       | 1 (1994)       | -                    |
| Tayikistán      | -                          | 1 (2018)                          | 1 (2006)             | -              | -                    |
| UAE             | -                          | 1 (1990)                          | -                    | -              | 1 (2008)             |
| Yemen           | -                          | 1 (2002)                          | -                    | -              | -                    |
| Siria           | -                          | -                                 | -                    | 1 (2006)       | 1 (2014)             |
| Indonesia       | -                          | -                                 | -                    | 1 (1990)       | -                    |
| Vietnam         | -                          | -                                 | -                    | 1 (2000)       | -                    |
| Australia       | -                          | -                                 | -                    | -              | 3 (2010, 2014, 2018) |

## Tabla histórica
No toma en cuenta la edición de 1985.
| País            | Ap. | J  | G  | E  | P  | GF  | GC | PTS |
| --------------- | --- | -- | -- | -- | -- | --- | -- | --- |
| Japón           | 12  | 58 | 34 | 9  | 15 | 129 | 67 | 111 |
| Corea del Sur   | 12  | 55 | 30 | 10 | 15 | 117 | 63 | 100 |
| China           | 13  | 56 | 27 | 14 | 15 | 103 | 69 | 95  |
| Catar           | 9   | 43 | 25 | 10 | 8  | 76  | 38 | 85  |
| Irán            | 9   | 41 | 24 | 4  | 14 | 81  | 50 | 76  |
| Corea del Norte | 9   | 44 | 18 | 10 | 16 | 66  | 56 | 64  |
| Omán            | 8   | 35 | 17 | 2  | 16 | 62  | 53 | 53  |
| Arabia Saudita  | 8   | 33 | 15 | 6  | 12 | 57  | 32 | 51  |
| Uzbekistán      | 8   | 37 | 13 | 9  | 15 | 60  | 85 | 48  |
| Baréin          | 7   | 33 | 13 | 8  | 12 | 55  | 46 | 47  |
| Irak            | 7   | 30 | 12 | 6  | 12 | 41  | 38 | 42  |
| Tailandia       | 8   | 32 | 12 | 4  | 16 | 47  | 47 | 40  |
| Australia       | 4   | 18 | 12 | 3  | 3  | 42  | 20 | 39  |
| Siria           | 6   | 27 | 10 | 9  | 8  | 39  | 33 | 39  |
| UAE             | 6   | 24 | 8  | 7  | 9  | 40  | 42 | 31  |
| India           | 6   | 20 | 5  | 3  | 12 | 25  | 48 | 18  |
| Yemen           | 4   | 12 | 4  | 4  | 4  | 17  | 18 | 16  |
| Vietnam         | 5   | 18 | 4  | 3  | 11 | 24  | 40 | 15  |
| Kuwait          | 5   | 19 | 4  | 3  | 12 | 25  | 41 | 15  |
| Tayikistán      | 2   | 9  | 4  | 2  | 3  | 14  | 23 | 14  |
| Bangladés       | 6   | 20 | 3  | 3  | 14 | 16  | 59 | 12  |
| Malasia         | 3   | 10 | 3  | 1  | 6  | 10  | 18 | 10  |
| Birmania        | 4   | 12 | 2  | 2  | 8  | 12  | 36 | 8   |
| Laos            | 2   | 6  | 2  | 0  | 4  | 8   | 19 | 6   |
| Indonesia       | 5   | 17 | 1  | 3  | 13 | 11  | 48 | 6   |
| Jordania        | 2   | 7  | 1  | 2  | 4  | 3   | 14 | 5   |
| Nepal           | 3   | 10 | 1  | 2  | 7  | 6   | 31 | 5   |
| Singapur        | 2   | 6  | 0  | 2  | 4  | 3   | 18 | 2   |
| Pakistán        | 1   | 3  | 0  | 1  | 2  | 2   | 6  | 1   |
| Hong Kong       | 1   | 3  | 0  | 0  | 3  | 0   | 6  | 0   |
| Timor Oriental  | 1   | 3  | 0  | 0  | 3  | 1   | 9  | 0   |
| Turkmenistán    | 1   | 3  | 0  | 0  | 3  | 1   | 12 | 0   |